# Ectropion
Per ectropion in campo oculistico si intende una rotazione verso l'esterno della palpebra. Tale anomalia si può manifestare a entrambe le palpebre, anche se spesso la si nota soltanto in quella inferiore. Spesso l'ectropion è una complicanza della paralisi del nervo facciale.
Oltre che nell'uomo, può manifestarsi anche in animali, come ad esempio nel cane.

## Clinica
Tale patologia, per la sua caratteristica, impedisce la chiusura della palpebra, riducendo di conseguenza il passaggio delle lacrime dall'occhio al naso: compare così l'epìfora (eccesso di lacrime sull'occhio). Altri sintomi e segni clinici sono: arrossamento, disepitelizzazione corneale (si 'sbuccia' la superficie oculare perché si secca), ulcera della cornea e cheratite.

## Eziopatogenesi
La causa più comune di questa malattia è l'iperlassità dei tessuti palpebrali (le palpebre si 'allentano'); a tale fenomeno si assiste soprattutto nell'invecchiamento della persona.
Altre cause sono:
- Casi di infiammazione oculare, che causano forme spastiche.
- Formazione di cicatrici, in conseguenza di traumi o interventi chirurgici.

## Trattamento
L'unico trattamento efficace è chirurgico; ma si usano, a livello oculare, colliri topici per evitare complicanze a livello della cornea.